# کائورله
کائورله (به ایتالیایی: Caorle) یک کومونه در ایتالیا است که در استان ونیز واقع شده‌است.

## خصوصیات
کائورله ۱۵۱٫۵۲ کیلومترمربع مساحت و ۱۱٬۹۴۶ نفر جمعیت دارد و ۱ متر بالاتر از سطح دریا واقع شده‌است.